# Креч
Креч (калк, вапно, јапно) је грађевински и грађевинско-везивни материјал.

### Добијање
Добија се печењем кречњака и доломита, на температури испод тачке синтеровања (1000 до 1200 °C), у цилиндричним ротационим пећима и високим пећима и то са прекидним и непрекидним радом.

### Особине
Након печења може бити у грумену или самлевен у прах прљаво беле боје, лак и хигроскопан.
Хемијски назив је калцијум оксид (CaO), и зависно од процентуалног учинка калцијум оксида према ЈУС-у прописане су три класе живог креча:
1. класа треба да садржи минимум 98%
2. класа треба да садржи минимум 95%
3. класа треба да садржи минимум 90%

Од осталих једињења у живом кречу јављају се:
- магнезијум-оксид % 0,20 – 0,80
- Гвожђе(III)-оксид % 0,00 – 0,20
- силицијум-диоксид % 0,02 – 0,20
- алуминијум-оксид % 0,00 - 0,80

Запреминска маса живог креча је од 800 до 1.300 kg/m³ (у зависности од крупноће - што је агрегат ситнији, то је већа и запреминска маса, јер садржи мање ваздушних џепова).

## Гашени креч
Добија се гашењем живог креча. Креч се гаси на тај начин што се сандук за гашење најпре напуни извесном количином живог креча, па се затим долива пијаћа вода. Креч се распада и гаси развијајући температуру од око 150 °C, због чега је обавезно мешање неким алатом, а због опасности од добијања опекотина живи креч и креч у поступку гашења не би требало да дође у додир са кожом. Користи се као грађевински материјал за прављење малтера. Његова хемијска формула је , а запреминска маса (густина) од 1.300 до 1.540 kg/m³.

### Примена
Примењује се за унутрашње и спољашње кречење, дезинфекцију минерално везаних подлога, заштиту воћака од инсеката, као везиво за кречне и продужне (кречно/цементне) малтере. Паропропустан је и велике покривне моћи.
Потрошња се креће од 0,3 - 0,4 kg/m², а може се разређивати водом у односу 1:4 за ретку смесу до 1:2 за густу смесу.
Складишти се тако да се у посуду улије мало воде да прекрије површину (да креч не долази у додир са ваздухом), и на тај начин се може чувати неограничено дуго, али је потребно чувати га од смрзавања.

### Хидратизовани гашени креч
Да би се добио креч у праху гашење живог креча врши се индустријски, са врло мало воде, али довољно да све честице буду угашене. Такав креч више није опасан, а пошто је у виду финог белог праха, лак је за манипулацију. Хидратизивани креч се пакује у папирне вреће од 5, 10, 25 или 50 kg. Запреминска маса (густина) 481 kg/m³.

## Хидраулични креч
Добија се печењем лапоровитих кречњака са (кречњаци са већом количином глинених примеса - тзв. „хидрауличних фактора“ - SiO2, Al2O3, Fe2O3), на температури испод границе топљења („тачке синтеровања“ 600–800 °C). Такав креч је по особинама на прелазу између обичног креча и портланд цемента. У зависности од удела глине, овај креч може бити мање или више хидрауличан.
Особине: после мешања са водом и излагања ваздуху одређено време, може да очврсне и под водом.